# Manióka
A manióka (Manihot esculenta) a kutyatejfélék családjába tartozó növényfaj. Egyéb nevei: tápióka vagy kasszáva.
Ehető gumós gyökere a világ negyedik legjelentősebb kalóriaforrása az emberiség számára a rizs, a cukor és a kukorica után. A 21. század elején a világon körülbelül 200 millió tonnát termeltek belőle évente. Eredetileg Közép- és Dél-Amerikából származik, de ma már világszerte termesztik.

## Gazdasági jelentősége
A 21. század elején a világon körülbelül 200 millió tonna maniókát termeltek évente, de a termelés évről évre több millió tonnával növekszik. A hektáronkénti termésátlag 11–12 tonna körüli, Ázsiában a legmagasabb (18 tonna feletti), Afrikában az átlagnál alacsonyabb. Egyetlen növény gyökérzete átlagosan 1–3 kg-ot nyom, de elérhetik akár az 5 vagy 10 kg-os tömeget is. A manióka termőterületének mintegy 50–65%-a Afrikában, 20–30%-a Ázsiában és 15–20%-a Latin-Amerika országaiban található.
A legnagyobb maniókatermelő országok Nigéria, Brazília, Thaiföld és a Kongói Demokratikus Köztársaság: ezen országok a világtermelés közel felét adják. A legnagyobb termésátlagot Indiában érik el. A manióka legnagyobb részét saját fogyasztásra használják fel, exportra csak néhány ország termel: Thaiföld a világ összes exportált maniókájának 88%-át állítja elő. A legfőbb importőrök Kína, Hollandia, Spanyolország és Belgium.
A manióka gyökérgumóját alapvetően négyféle célra használják: frissen (ami nem ajánlott, mert súlyos mérgezést okozhat[forrás?]) vagy feldolgozva közvetlen emberi fogyasztásra, élelmiszeripari alapanyagként (maniókaliszt gyártásához), állati takarmányként és nem élelmiszeripari célokra is. Brazíliában lisztjét a búzaliszthez keverik, hogy csökkentsék az ország függőségét a gabonaimporttól. A belőle kinyert keményítőt pedig főként a textil- és a papíripar hasznosítja, de előállítható belőle akár ragasztó vagy alkohol is, melyet szintén Brazíliában üzemanyagként is használnak. Afrikában levelét is előszeretettel fogyasztják, mivel az is jelentős fehérjeforrás: szárazanyag-tartalmának mintegy 18–22%-a fehérje.

## A növény leírása

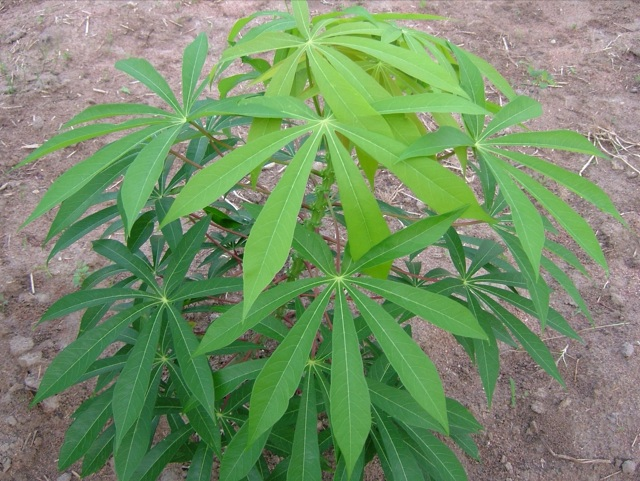
A növény

Maga a manióka növény egy fás szárú, örökzöld, egylaki cserje. Magassága 1–5 m, de leggyakrabban 3 m alatt marad.
Szára hengeres keresztmetszetű, 2–6 cm átmérőjű, színe fajtától és életkortól függően ezüstszürke, lila vagy zöldessárga is lehet.
Egyszerű levelei tenyeresen hasadtak, ujjaik száma 3 és 9 között változik, hosszuk 4–20, szélességük 1–6 cm, a középsők nagyobbak, mint a szélsők. A növény életének első 3–4 hónapjában nagyobb, később kisebb leveleket hoz. Színe is a fajtától és az életkortól függ, lilástól kezdve a sötétzöldön át a világoszöldig sokféle lehet. A vékony levélnyél hossza 9 és 20 cm között változik, színe zöld vagy lilás árnyalatú. A száraz évszakokban a levelek nagy része lehull, de fajtától függően akár 60%-uk is a növényen maradhat.
Termős virágai nagyobbak, a fürtös vagy bugás virágzat alsó részén helyezkednek el és kevesebben vannak, mint a porzós virágok, amik kisebbek és főként a virágzat felső részén nyílnak. A virágok öt forrt csészelevélből és tíz porzóból állnak, a párta hiányzik. A virágtakarójuk színe sárga, vöröses vagy lila.
Termése egy 1–2 cm-es tok (gubó) hat éllel, magja 1 cm hosszú, 6 mm széles és 4 mm vastag. A magok felülete sima, fekete, szürkés foltokkal.

## Termesztése

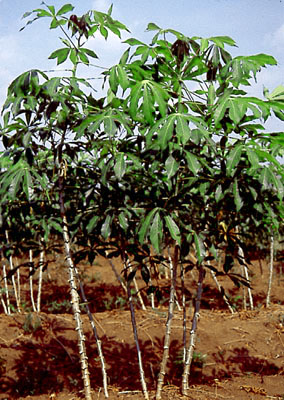
Maniókaültetvény a Kongói Demokratikus Köztársaságban

A manióka nagy előnye, hogy jelentős tűrőképességgel rendelkezik, sokféle körülményt elvisel. Megterem a nedves, meleg trópusi alföldeken vagy középmagas hegyvidékeken és a hideg telű, csapadékos nyarú szubtrópusi éghajlaton is, elviseli a kevésbé termékeny, savas talajt és a hosszabb szárazságokat is, bár az esetlegesen víz alá kerülő növények gyorsan elpusztulnak, és nem él meg sós talajban sem. Legjobban a 20–30 °C-os hőmérsékletet kedveli (a 24 °C az optimális), az 50–90%-os páratartalmat (72% a legjobb számára) és az évi 600–3000 mm csapadékot (1500 az ideális). Az alacsonyabban fekvő, melegebb területeken az ültetéstől számított 7–12 hónap után lehet betakarítani, a magasabb, hűvösebb vidékeken 12 vagy több hónap múlva.
A maniókaültetvényeket magasságuk szerint három típusra oszthatjuk: az alacsony ültetvények legfeljebb 1,5 méteres növényekből állnak, a közepesek 1,5–2,5 méteresekből, a magasak ennél nagyobbakból. Azok a fajták, amelyek felső elágazása magasan, például több mint egy méteres magasságban található, megkönnyítik a gyomirtást az ültetvényben.

## Termelése
2023-ban a maniókát 98 országban termesztették 32,2 millió hektár földterületen, és az éves termésmennyisége meghaladta a 333,7 millió tonnát. 2013 és 2023 között a manióka földterülete 25,7 millió hektárról 32,2 ezer hektárra (25,3%) nőtt, míg a termésmennyisége 279,1 millió tonnáról 333,7 millió tonnára (19,6%) nőtt.
A világ legnagyobb manióka termelői közé tartozik Nigéria (18,8%), Kongói Demokratikus Köztársaság (13,5%), Thaiföld (9,2%), Ghána (7,9%) és Brazília (5,5%). Ezek az országok a 2023-as termelésük alapján az első öt helyen álltak. 2023-ban Nigéria, Kongói Demokratikus Köztársaság, Thaiföld, Ghána és Brazília az éves termés több mint felét (55%) adták a világ manióka termelésének.
Legnagyobb exportáló országok Thaiföld (37,4%), Kambodzsa (12,5%) és Laosz (6,7%), míg a legnagyobb importországok az Kína (43,1%), Thaiföld (16,6%) és Vietnám (6,6%).
Magyarország nem termeszt maniókát, így az ország behozatalra szorul. Magyarország főleg Hollandiából (43,9%), Németországból (23,4%) és Spanyolországból (13,3%) importál maniókát. A behozott manióka egy részét tovább értékesíti az ország, főleg Lengyelország (29,9%), Horvátország (20,9%) és Hollandia (15,8%) felé.

## Tápértéke

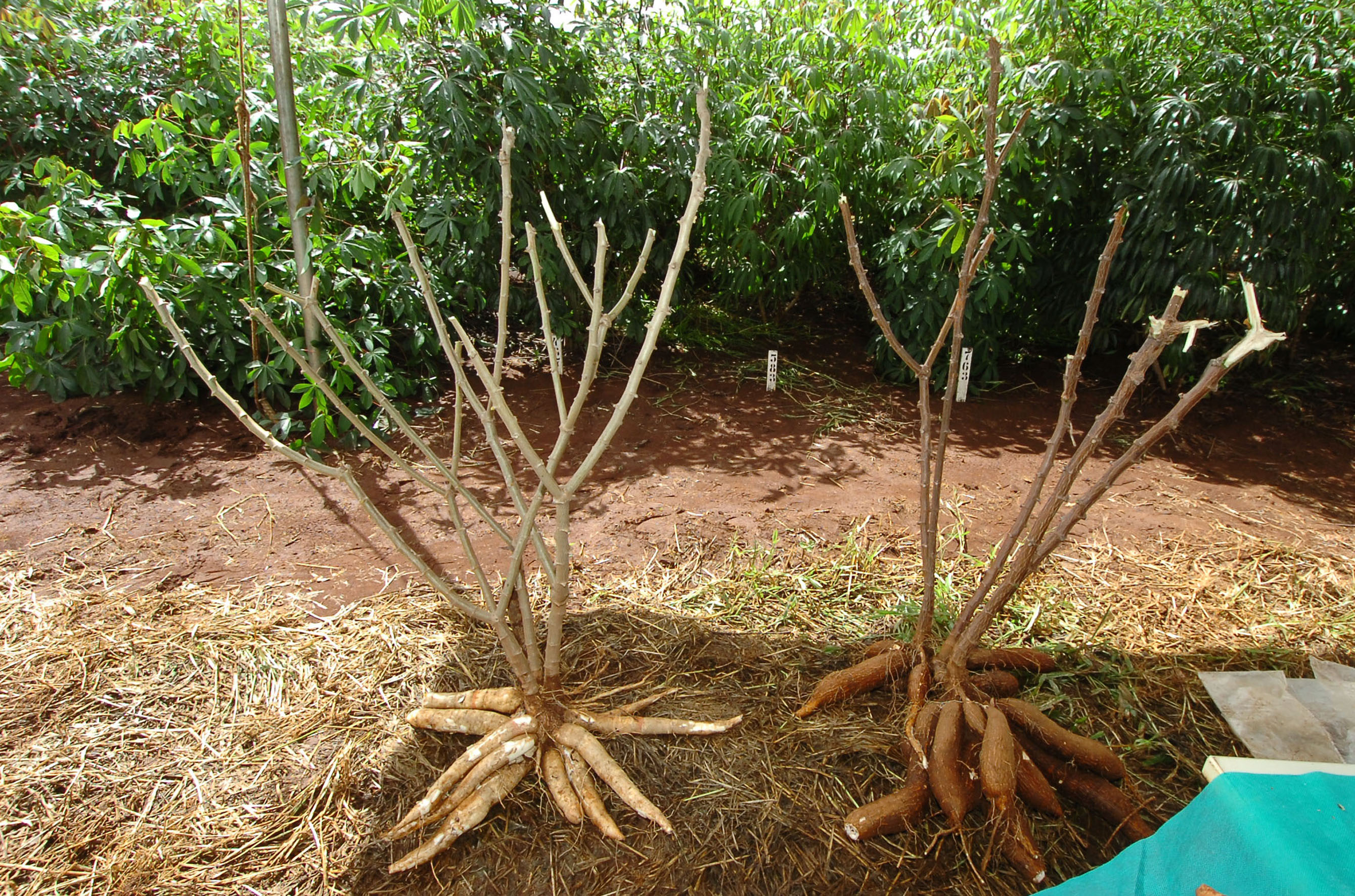
Manióka növény a gyökérzettel

A manióka gyökérgumójának 100 grammja 132–160 kcal energiatartalmú, szárazanyagtartalmának legnagyobb része szénhidrát. Sokféle vitamint tartalmaz, de például D- vagy B12-vitamintartalma elhanyagolható. Nincs benne koffein és koleszterin sem. Mivel azonban bizonyos körülmények között olyan enzimek lépnek működésbe, amelyek a növény glükozidtartalmából erősen mérgező hidrogén-cianidot állítanak elő (főként a keserű maniókaváltozat), mindenképpen célszerű fogyasztás előtt a gumókat feldolgozni valahogy: vagy mosással-préseléssel lecsökkenteni a glükozidtartalmat, vagy valamilyen eljárással az enzimeket eltávolítani belőle.
| Anyag      | 100 g gumóban |
| ---------- | ------------- |
| Víz        | 60–65 g       |
| Szénhidrát | 32,8–38,1 g   |
| Zsír       | 0,28–0,4 g    |
| Fehérje    | 1–1,36 g      |
| Rostanyag  | 1–1,8 g       |
| Cink       | 0,34 mg       |
| Foszfor    | 27–34 mg      |
| Kalcium    | 16–40 mg      |
| Kálium     | 271 mg        |
| Magnézium  | 21 mg         |
| Nátrium    | 14 mg         |
| Vas        | 0,27–1,4 mg   |
| A-vitamin  | 1 µg          |
| C-vitamin  | 19,0–20,6 mg  |
| B1-vitamin | 0,05–0,087 mg |
| B2-vitamin | 0,04–0,048 mg |
| B3-vitamin | 0,6–0,85 mg   |
| B6-vitamin | 0,088 mg      |
| B9-vitamin | 27 µg         |
| E-vitamin  | 0,19 mg       |
| K-vitamin  | 1,9 µg        |